# ダミアン・デラニー
ダミアン・デラニー（Damien Finbarr Delaney, 1981年7月20日 - ）は、アイルランド南部、コーク出身のサッカー選手。アイルランド代表。ポジションはDF。

## 所属クラブ
- コーク・シティ 2000
- レスター・シティ 2000-2002

→  ストックポート・カウンティ（ローン移籍） 2001-2002
→  ハダースフィールド・タウン（ローン移籍） 2002
→  マンスフィールド・タウン（ローン移籍） 2002
- ハル・シティ 2002-2008
- クイーンズ・パーク・レンジャーズ 2008-2009
- イプスウィッチ・タウン 2009-2012
- クリスタル・パレス 2012-2018
- コーク・シティ 2018
- ウォーターフォード・ユナイテッドFC 2019-

## 代表
- アイルランド代表 2008-2014

9試合出場